# Caspar Commelin

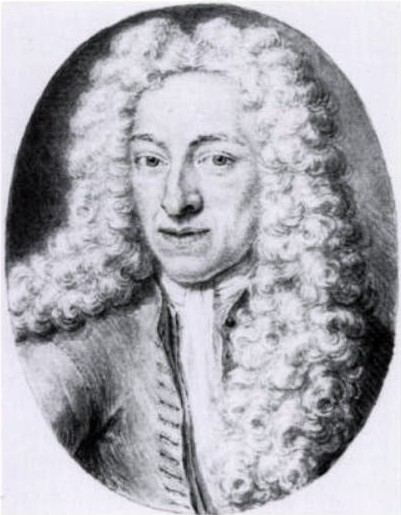
Caspar Commelin

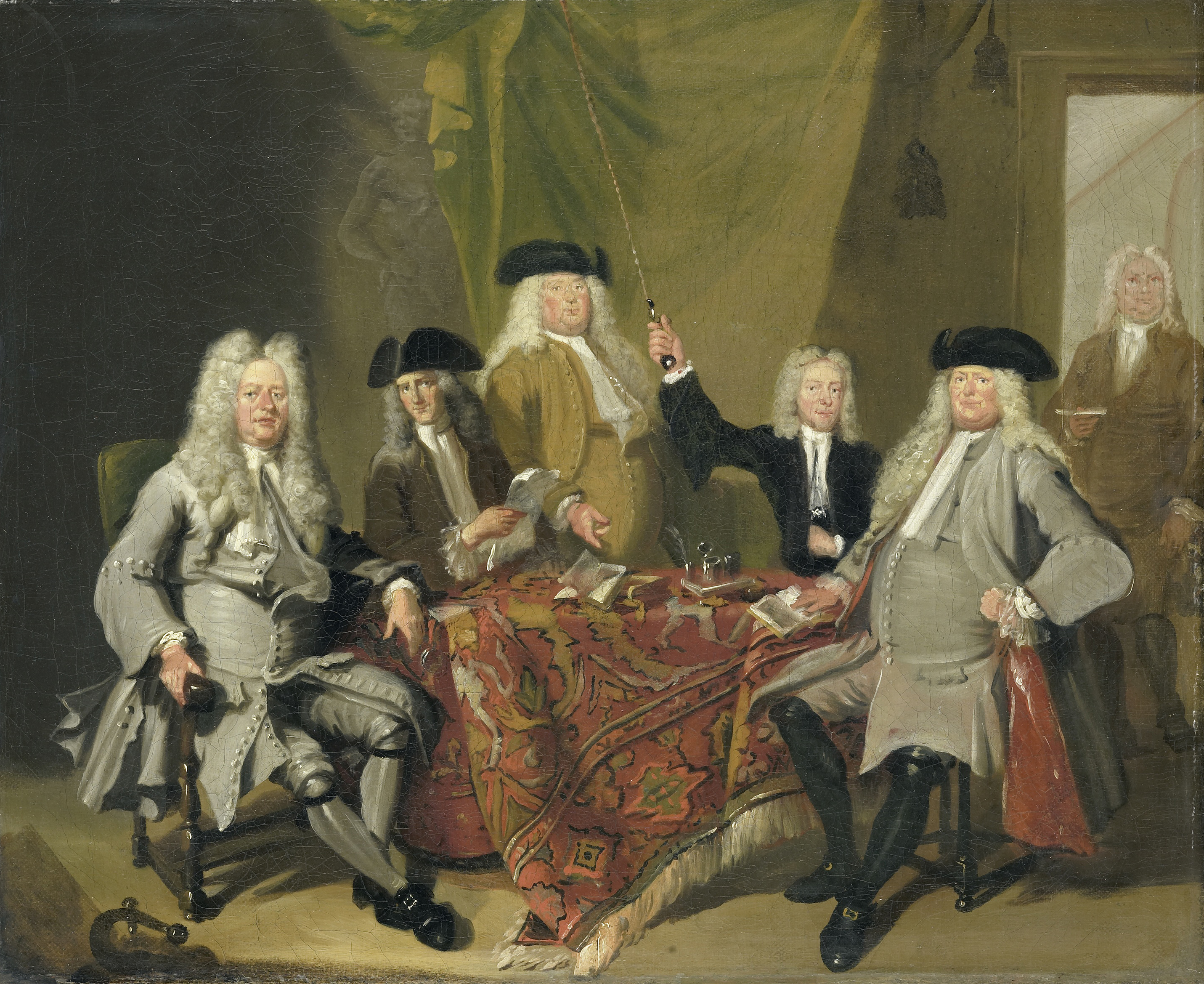
De inspecteurs van het Collegium Medicum - 1724 door Cornelis Troost (v.l.n.r. Hendrik van Bronkhorst, Jeronimo de Bosch, Daniël van Buren, Martinus Haesbaert, Caspar Commelin en Joost ter Pelkwijk, de bediende)

Caspar Commelin of Caspar Commelijn (Amsterdam, 14 oktober 1668 - aldaar, 25 december 1731) was een Nederlands botanicus en uitgever.

## Biografie
Casparus Commelin was een kleinzoon van de boekhandelaar, historicus  Isaac Commelin. Zijn vader, een krantuitgever, heette Caspar Commelin en zijn moeder was Margrieta Heydanus. Commelin groeide op aan de O.Z. Achterburgwal. Hij werd op 12 september 1692 te Leiden als student in de medicijnen ingeschreven en promoveerde op 27 februari 1694 op het proefschrift De lumbricis (= Over wormen, Ludg. Bat. 1694). Na zijn promotie vestigde hij zich in zijn geboortestad. Toen Petrus Houttuyn naar Leiden vertrok, kreeg Commelin in 1696 een betrekking als botanicus van de Hortus. Hij volgde zijn oom Jan Commelin op, die samen met Joan Huydecoper van Maarsseveen (junior) als grondlegger van de Hortus Botanicus Amsterdam geldt. 
Commelin heeft naam gemaakt door zijn uitgaven op plantkundig gebied. Wat zijn oom in 1692 aan voorbereidende publicaties had moeten achterlaten, werd door zijn neef afgemaakt en voltooid. Daarbij kreeg hij de steun van Nicolaes Witsen. In 1703 publiceerde hij een bundeling colleges over de systematiek van zeldzame exotische planten. In 1706 werd hij tot professor benoemd aan het Athenaeum Illustre. Frederik Ruysch en hij hadden het werk zo verdeeld, dat de eerste de Nederlandse, de laatste de niet-Nederlandse planten behandelde. Ruysch publiceerde het werk op kosten van de stad Amsterdam. 
Jan Commelin, zijn voorganger, baseerde zich op het taxonomische plantensysteem van John Ray en vermeldde 2.200 nummers. Carl Linnaeus baseerde zich bij de botanische nomenclatuur van zijn Species plantarum uit 1753 voor 259 plantensoorten op beschrijvingen en afbeeldingen van de Commelins, die de platen van Moninckx Atlas voor hun werken hadden laten graveren. 
Hij woonde bij zijn eerste huwelijk aan het Singel en bij zijn tweede huwelijk aan de Keizersgracht 514, de Pijnappel genaamd, niet ver van de Leidsestraat. Hij kocht de naastliggende panden 510 en 512 erbij en een stal in de Kerkstraat. In 1724 werd Commelin door Cornelis Troost geschilderd als een van de inspecteurs van het Collegium Medicum. Het schilderij is te bezichtigen in het Amsterdams Historisch Museum. Hij werd op 31 december deftig bij avond begraven in de Oude Kerk. Commellin werd opgevolgd door Johannes Burman.

## Werken

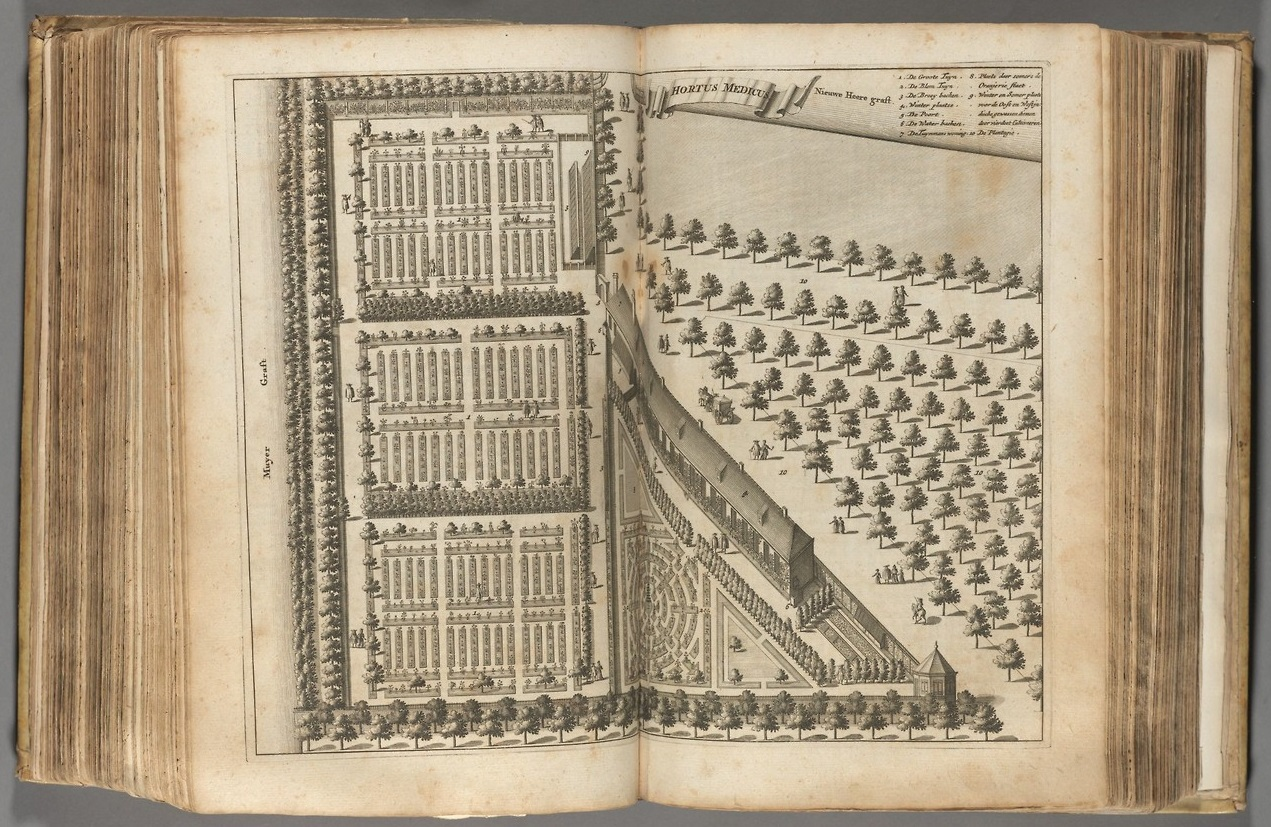
Gravue "Hortus Medicus" uit Beschryvinge van Amsterdam, desselfs eerste oorspronk uyt den huyse der heeren van Aemstel en Aemstellant, 1693

- Flora Malabarica sive Horti Malabarici catalogus exhibens omnium eiusdem Plantarum nomina, quae è variis, tum veteribus tum recentioribus Botanicis collegit, & in ordinen Alphabeticum digessit (Leiden, 1696)
- Plantarum usualium horti medici Amstelodamensis Catalogus (Amsterdam, 1698)
- Praeludia Botanica ad Publicas Plantarum exoticarum demonstrationes, dicta in Horto Medico, cum demonstrationes exoticarum 3 Octobris 1701, & 29 Mai 1702 (Leiden, 1703).
- Horti medici Amstelaedamensis Plantae Rariores et Exoticae Ad vivum aeri incisae (Leiden, 1706)
- Botano-Graphia a nominum barbarismis restituta, quam Florae-Malabaricae nomine celebrem, alphabetice ordinavit (Leiden, 1718)
- Caspari Commelini Horti Medici Amstelaedamensis plantarum usualium catalogus (Amsterdam, 1724)

- Bibsys: 2095216
- Bibliothèque nationale de France: cb12350645m (data)
- Author citation (botany): C.Commelijn
- Biografisch Portaal: 82994202
- Digitale Bibliotheek voor de Nederlandse Letteren: comm011
- Gemeinsame Normdatei: 124418600
- International Standard Name Identifier: 0000 0000 6680 4459
- Library of Congress Control Number: n84224663
- Nederlandse Thesaurus van Auteursnamen: 067763537
- Réseau des bibliothèques de Suisse occidentale: 02-A012569635
- RKD-Nederlands Instituut voor Kunstgeschiedenis: 337420
- LIBRIS: 288684
- Système universitaire de documentation: 032485646
- Virtual International Authority File: 13241728
- WorldCat: E39PBJcrh77xttxJtk33GWFxjC